# Українська латинка

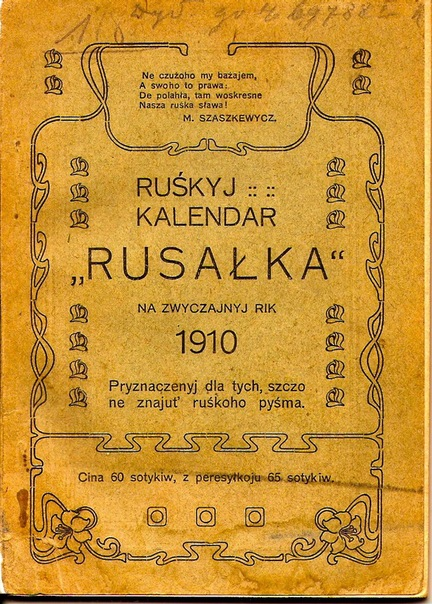
Календар «Rusałka» (1910), призначений для тих українців, що не розуміли кирилиці.

Украї́нська лати́нка (також Latynka або Łatynka) — спільна назва різних варіантів запису української мови латинськими літерами. Деякі з них лишилися проєктами, а деякі були у відносно активному вжитку певний час.
Перша стандартизована латинська абетка для української мови, укладена 1834 р., мала в основі польський правопис. Попри невдачу в намаганнях замінити нею кирилицю, цей правопис продовжували іноді вживати для друкування українських книг в Австрії, міжвоєнній Польщі та навіть під час Другої світової війни. Друга спроба завести латинку для українського правопису 1859 р. — цього разу здебільшого на основі чеської орфографії — також зазнала невдачі. Втім нові пропозиції латинки для української мови, запропоновані у XX та XXI століттях, ґрунтуються переважно саме на чеському та похідному від нього хорватському правописах. Крім того на Закарпатті на межі XIX–XX ст. для українського книгодрукування використовували також угорський правопис.
Суперечки щодо статусу та форми української латинки фактично тривають досі, оскільки сучасні офіційні стандарти романізації, що ґрунтуються на англійському правописі, не цілком підпадають під поняття «українська латинка»: їх не використовують для запису мови, а лише для транслітерації українських власних назв на латинське письмо.
1 квітня 2022 року набув чинності державний стандарт ДСТУ 9112:2021, що визначає українську латиницю як «уніфіковану стандартизовану систему передавання українських текстових даних латиницею за допомогою ізоморфоного механізму транслітерації». Стандарт охоплює усі періоди існування української писемності.

## Історія

### Річ Посполита та Гетьманщина
Найдавніші збережені приклади використання латинки для запису української мови походять із XVII ст. Це були праці польських авторів, присвячені українській тематиці. Попри те, що книги були польською мовою, вони містили транскрибовані латинкою записи українських народних пісень, зокрема балади про козака і Кулину в брошурі Яна Дзвоновського (1625). Професорка Алодія Кавецька-Ґричова виявила й опублікувала у 1974 році драматичний твір українською мовою «Tragedia ruska», надрукований латинським шрифтом у раківській аріанській друкарні Себастіяна Стернацького не пізніше 1618–1619 рр.
У XVII–XVIII ст. використання латинки для української мови було поширене на Правобережжі, а друковані тексти траплялися навіть у Харкові. Втім велика частина українців, особливо пов'язана з православними культурними осередками, вважала, що з руською (українською) мовою та культурою має бути нерозривно пов'язана кирилиця.

### XIX століття

#### Абецадло

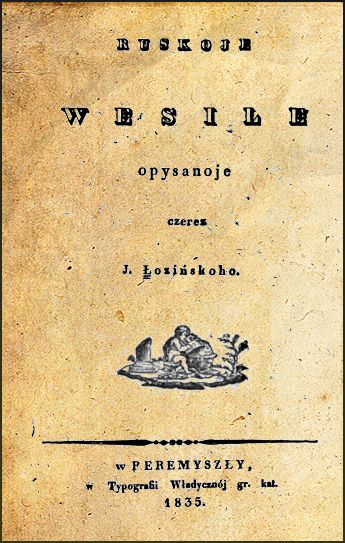
Праця «Ruskoje wesile» Лозинського (Перемишль, 1835), що стала презентацією його проєкту на практиці.

1834 року Йосип Лозинський виступив із пропозицією повного переведення руської (української) мови на латинську абетку, написавши статтю Про впровадження польської абетки до руської писемності (O wprowadzeniu abecadła polskiego do piśmiennictwa ruskiego) та опрацювавши (в рукописі) граматику руської (української) мови та видавши книгу «Ruskoje wesile» (1835). В основу своєї абетки він поклав польський правопис. Лозинський був не першим, хто висловив таку ідею: ще на початку XIX ст. подібне пропонували Авґуст Шлецер у своїй праці про Нестора Літописця, Йосип Вольтич у Словнику ілірийської, італійської та німецької мов, а кількома роками згодом Єрней Копітар та А. Пахмаєр.
Правопис Лозинського базувався, в основному, на фонетичному принципі орфографії. Однак, він також мав низку особливостей етимологічного характеру. Перші з них вказано на початку книги «Ruskoje wesile» в «Uwahach dla czytajuczych»:
1. Вживається літера «е́», що вимовляється як «і» (méd, nés, rék, що читається як mid, nis, rik);
2. Вживається літера «о́», що вимовляється як «і» (Bóh, kóń, zlóśť, wón, stół, sposób, póznaty, читається як Bih, kiń, złyśť, win, stił, sposib, piznaty); різниця між е́, о́ та i — суто етимологічна (дет. див. коментарі до таблиці);
3. Літера «ł» позначає не тільки тверде «л», але й «в» у тих випадках, де на місці етимологічного «л» розвинувся звук [ў] / [w] (był, łapał, dół, horiłka, opysał, perekonał, читається як byw, łapaw, duw, horiwka, opysaw, perekonaw). Здебільшого ж звук [ў] передано через «w».
Інші риси окреслюються вже з перших речень тексту:
4. Позначення зм'якшення через асиміляцію: zlóśť, świt, świdok, świato, śpiwaje, widomóśť.
5. На місці ї після голосних пишеться «i»: twoi, swoi, moim, Ukraina; але «ji», якщо після префікса: pojidu.
Граматику Лозинського схвалив Єрней Копітар, втім ані перша її редакція, ані друга не вийшли друком. Причиною цього при першій спробі видання стало те, що Лозинський узявся за нові дослідження, натомість другу редакцію забракував львівський цензор Венедикт Левицький. Граматика Лозинського була спробою розв'язати проблему непристосованості церковнослов'янської кирилиці для нової літературної української мови, що почала розвиватися на початку 19 ст. на базі народної мови. Попри те, що деякі українські діячі підтримали цю ідею (наприклад, Іван Головацький, брат Якова Головацького), загалом вона не здобула широкого визнання. Зокрема протестували проти цього українські культурні діячі — Руська трійця (зокрема Маркіян Шашкевич у статті «Азбука і абецадло»), Йосип Левицький (стаття Odpowiedź na zdanie o zaprowadzeniu abecadła polskiego do piśmiennictwa ruskiego) та Денис Зубрицький (стаття O zaprowadzeniu abecadła polskiego zamiast cirylicy do ruskiej pisowni).
Зацікавленими у прийнятті латинської абетки до руської писемності були також польські діячі. 1836 року з'явилася стаття Луціяна Семенського «Крайова література» (Literatura krajowa), в якій автор став на захист ідеї Лозинського.
Проєкт Лозинського отримав назву «абецадло» (від польського abecadło — абетка), а суперечки навколо питання впровадження української латинки — «азбучна війна». Попри невдачу в ідеї загального прийняття абетки для української мови, її продовжували іноді вживати для друкування книг українською мовою — як у Австрії, так і згодом у міжвоєнній Польщі, і навіть під час Другої світової війни (деякі риси відрізнялися від оригінального проєкту Лозинського, наприклад траплялася послідовна передача ї через ji). Крім того 20 жовтня 1852 року з'явився указ австрійського імператора Франца Йосифа I, яким постановлено, що всі україномовні подання до галицьких судів мусять записуватись латинськими літерами.
| A a   | B b   | C c | Ć ć      | Ch ch | Cz cz   | D d   | Ď ď     | E e   | é         |
| А а   | Б б   | Ц ц | Ць ць    | Х х   | Ч ч     | Д д   | Дь дь   | Е е   | і1        |
| F f   | G g   | H h | I i      | J j   | K k     | L l   | Ł ł     | M m   | N n       |
| Ф ф   | Ґ ґ   | Г г | І і2, ï6 | Й й   | К к     | Ль ль | Л л, ў4 | М м   | Н н       |
| Ń ń   | O o   | ó   | P p      | R r   | R’ r’ 5 | S s   | Ś ś     | Sz sz | Szcz szcz |
| Нь нь | О о   | і3  | П п      | Р р   | Рь рь   | С с   | Сь сь   | Ш ш   | Щ щ       |
| T t   | Ť ť   | U u | W w      | Y y   | Z z     | Ź ź   | Ż ż     |       |           |
| Т т   | Ть ть | У у | В в      | И и   | З з     | Зь зь | Ж ж     |       |           |

1. ↑  На місці старослов'янського і < e: méd, nés, rék.
2. ↑  На місці старослов'янського і < ѣ: lis. Також позначала пом'якшення між приголосним і голосним (зокрема як аналог сучасних йотованих): jajcia, Marysia, soncia. Лозинський не вживав її в цій функції після L і R (оскільки L сама по собі м'яка, а пом'якшену R він не розглядав як палаталізований звук через специфіку галицької вимови).
3. ↑  На місці старослов'янського і < о: Bóh, kóń, zlóśť, wón, stół, sposób, póznaty.
4. ↑  Іноді, після голосних: był, łapał, opysał, perekonał.
5. ↑  Традиційна галицька вимова м'якого р відрізняє його від інших палаталізованих звуків (в сучасній кирилиці цю специфіку передають апострофом, наприклад: пор'ядок).[12] Лозинський передавав цю особливість також через апостроф, при чому навіть перед голосними: powtar'aje (с.16), por'adku (с. 35).
6. ↑  Лише після голосних: swoim (за винятком початкової «ї» кореня після префікса, напр. pojidu).

#### Правопис Їречка
Найближчим до офіційного запровадження був проєкт чеського славіста Йосифа Їречка, опублікований 1859 року Міністерством культури і освіти Австрійської імперії. За задумом автора, латинізація мала сприяти творенню української мови як сучасної мови завдяки відокремленню від архаїчних церковнослов'янських та нових російських впливів.

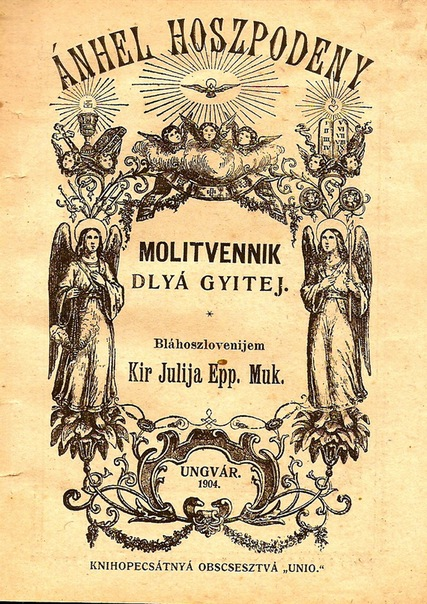
Дитячий молитовник «Ánhel Hoszpodeny» (Ужгород, 1904). Для цього видання використано угорський правопис.

Проєкт Їречка спирався переважно на чеський правопис з кількома польськими літерами (переважно на позначення пом'якшених приголосних). Зокрема з чеської орфографії взято v, шиплячі č, š, ž, dž, а також ě та ü; а з польського правопису — зокрема у, ł та dz. Палаталізовані взято з обох абеток, але переважно з польської; закони м'якшення приголосних (ś, ź, ć, dź, ń) поширено на всі українські палаталізовані приголосні (ť, ď, ľ, ŕ) і в такий спосіб вони вживалися перед усіма голосними: ťuťun, miď, ďak, choďat, oś, voźmy, voźat, oteć, otća, koroľ, lomľu, deń, hüŕkyj. Крім диграфів dž, dz, dź були ще два — eu та ou, які відповідали місцевій вимові закінчень орудного відмінка деяких іменників (наприклад, kostyj — kosteju / kosteu, ruka — rukou, hora — horou); сучасний правопис передає їх як ев та ов відповідно (руков, горов). В іншомовних словах могли вживатися також w та x.
Серед сильних сторін цього правопису відзначають послідовне вживання пом'якшених приголосних, серед слабких — недостатньо обґрунтоване впровадження літер ě1 та ü3 на позначення деяких діалектичних та етимологічних явищ, а також вживання трьох л (твердого l, м'якого ľ та зміцнено твердого ł)2, правильне вживання яких вимагало знань етимології, а іноді й інших слов'янських мов (детальніше про це нижче в примітках до абетки)..
В Галичині ідею Їречка підхопив тогочасний губернатор краю граф Аґенор Ґолуховський, на чиє прохання міністр культури та освіти Австрії Леопольд Тун призначив комісію до впровадження ідеї. Втім самої підтримки проєкту з боку одіозного Ґолуховського вистачило, аби в конфліктній Галичині українці вбачили в цій зміні спробу полонізації чи в кращому разі — вираз чеського прагнення до гегемонії серед слов'ян Австрійської імперії. Противниками реформи були як москвофіли (серед них Богдан Дідицький), так і ті інтелігенти, що висловилися схвально про сам проєкт Їречка (вже згаданий мовознавець Йосип Лозинський та греко-католицький митрополит Львова Спиридон Литвинович голосували проти впровадження латинки, вважаючи цю зміну політичним та культурно шкідливим для українців актом). Протести підтримали також інші славісти з Австрії, зокрема Франц Міклошич та навіть тесть Їречка — Павел Шафарик. На закиди щодо невідповідності церковнослов'янського письма новій українській мові, вони пропонували реформувати кирилицю «за зразком Караджича».
Цю хвилю протестів розглядають як «другий спалах азбучної війни». Міністерська комісія забракувала проєкт (7 голосів проти 2, ще двоє утрималися) і, як наслідок, австрійське міністерство відмовилося від подальшого впровадження латинки, організувавши реформу кирилиці (усунення кількох літер, як-то твердого знака), яку втім також було скасовано 1861 року під впливом критики. (Згодом 1892 року реформу кирилиці в Галичині все ж було проведено, завдяки зусиллям, в першу чергу, Степана Смаль-Стоцького).
| A a       | B b  | C c   | Ć ć   | Č č   | Ch ch | D d | Ď ď     | Dz dz | Dź dź   |
| А а       | Б б  | Ц ц   | ЦЬ ць | Ч ч   | Х х   | Д д | ДЬ дь   | Дз дз | Дзь дзь |
| Dž dž     | E e  | ě     | F f   | G g   | H h   | I i | J j     | K k   | L l     |
| Дж дж     | Е е  | є1    | Ф ф   | Ґ ґ   | Г г   | І і | (Й) (й) | К к   | Л л     |
| Ľ ľ       | Ł ł  | M m   | N n   | Ń ń   | O o   | P p | R r     | Ŕ ŕ   | S s     |
| Л(Ь) л(ь) | Л л2 | М м   | Н н   | НЬ нь | О о   | П п | Р р     | РЬ рь | С с     |
| Ś ś       | Š š  | Šč šč | T t   | Ť ť   | U u   | ü   | V v     | W w   | X x     |
| СЬ сь     | Ш ш  | Щ щ   | Т т   | ТЬ ть | У у   | і3  | В в     | В в4  | Кс кс4  |
| Y y       | Z z  | Ź ź   | Ž ž   |       |       |     |         |       |         |
| И и       | З з  | ЗЬ зь | Ж ж   |       |       |     |         |       |         |

Примітки.
1. ↑  На позначення «Є» на місці «Я» у західноукраїнських говорах (ім'я — імє). Правило: вживається тільки там, де у старослов'янській мові є ѧ або в польській ę: сягнути — сєгнути — sěhnuty, дякувати — дєковати — děkovaly, щастя — щєстє — ščěstje, дев'ять — девєт — devěť, в'язати — вєзати — vězaty, м'ясо — мєсо — měso, святий — швєтий — švětyj, ряд — рєд — rěd, ім'я — імє — imě, гуся — гусє — husě, ся — сє — sě. Втім закон непослідовний, наприклад: п'яний — pjenyj і pjanyj.
2. ↑  На позначення л у праслов'янському буквосполученні ъl + приголосний (vołk), тобто або в кінці складу (oreł, düł, vüł…; dołhyj, tołstyj..:, był, plił), або там, де примикає до приголосного, що замикає склад (tołk, dołh), зокрема в іменниках чоловічого роду з кінцевим Л та в чоловічих формах минулого часу (pochodył). Їречек помилково вважав, що в українській мові подібно як у словацькій існує потрійний звук Л: 1) твердий (hart) — повніше, ніж чеське або німецьке l, але ж не доходить до повноти польського ł (це його l, напр., syla); 2) пом'якшене (erweicht), відповідає польському l (в його правописі це ľ) та 3) зміцнено тверде (potenziert hart), воно відповідає польському ł.
3. ↑  На позначення і, що походить від старослов'янського о (оскільки Їречек розрізняв і < о та і < е, ѣ). Цей звук вимовляється як заокруглене i (кість — küsť, гвіздь — hvüźď).
4. ↑  Лише в іншомовних словах.

#### Латинка за межами Австро-Угорщини
Певну підтримку задум Їречка здобув на Наддніпрянщині, де його потенціал хотіли використати для зменшення російських впливів. Так, 1844 року Яків де Бальмен та Михайло Башилов підготували ілюстровану рукописну версію «Кобзаря» у польській транскрипції, правки до якого вносив особисто Шевченко.
1859 р. проєкт видання українського букваря польською латинкою підтримав відомий хірург та попечитель Київського навчального округу Микола Пирогов, до чого влада поставилася несхвально.
В середині XIX століття поет Тимко Падура, представник української школи польського романтизму, що народився і прожив усе життя у Київській губернії, писав свої українськомовні твори латинкою на основі польської абетки.
Втім 1876 року російський імператор Олександр II видав указ (відомий як Емський), що майже повністю забороняв використання української мови в книговидавництві (за винятком народної творчості з обов'язковим використанням російської орфографії). Таким чином книги латинкою, як і будь-яким українськими правописом (передусім кулішівкою) у 1876—1905 роках були в Російській імперії заборонені.
Серед іншого Емський указ вимагав вислати за кордон Михайла Драгоманова. Він прихильно ставився до латинки і 1882 року в Женеві видав латинізовану версію «Марії» Тараса Шевченка, використавши польську абетку. Крім того Драгоманов запропонував власну реформу кирилиці (драгоманівка), яка дозволяла переведення текстів із однієї системи письма на іншу через просту заміну знаків без багатозначностей.

### XX століття

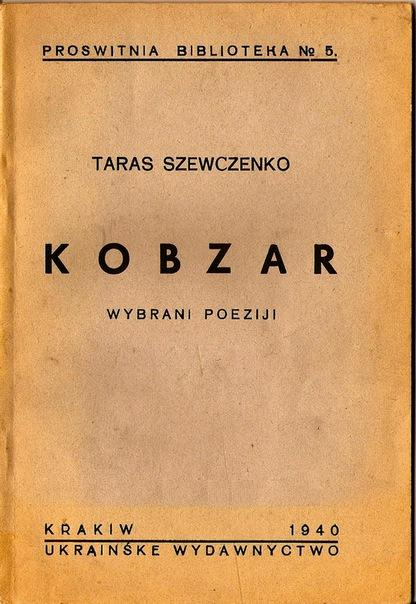
Титулка «Kobzaria» Тараса Шевченка, виданого 1940 року в Українському видавництві (Краків). Використано абецадло.

1899 року в Берліні було видано «Інструкції для алфавітних каталогів прусських бібліотек і прусського загального каталогу» (відомі як Прусські інструкції). Для транслітерації кирилиці було запропоновано використовувати гаєвицю, причому для східнослов'янських мов фактично було дві поправки: апостроф на місці м'якого знаку (замість j у гаєвиці) і ch на місці х. Ця система, що майже повністю повторювала пропозицію німецького мовознавця Авґуста Шлейхера, стала основою для наукової транслітерації кирилиці та міжнародного стандарту ISO 9. Крім того ця система справила вплив на нові спроби адаптувати латинське письмо для української мови у XX та XXI століттях. Оскільки саму гаєвицю було створено під впливом чеської орфографії, то «прусську» систему вважають основаною на чеському та хорватському правописах.

#### Західна Україна
1922 р. Наукове товариство ім. Шевченка у Львові радило під час транскрибування українських імен користуватися чеським правописом. В пресі іноді порушували питання запровадження латинки, зокрема в газетах «Нова Зоря» та «Діло».
Міжвоєнні уряди Чехословаччини та Румунії використовували для друку українською мовою латинку (зокрема, публікації на церковну тематику на Пряшівщині).

#### Радянська Україна
В 1920-х — на поч. 1930-х в СРСР відбувалася кампанія латинізації, в рамках якої 69 мов було переведено на латинський алфавіт (здебільшого це були малі мови Росії, які доти використовували арабицю або не мали міцної традиції письма). Української мови латинізація не торкнулася, втім дискусії на цю тему були. Зокрема, її порушував Сергій Пилипенко у своїй статті «Odvertyj lyst do vsix, xto cikavyt’sja cijeju spravoju» 1923 року (написаній академічним варіантом транслітерації («Прусські інструкції») з єдиною зміною — вживанням x, а не ch на позначення кириличної х).
Зрештою 1927 року під час Всеукраїнської правописної конференції в Харкові мовознавці Майк Йогансен, Борис Ткаченко та Микола Наконечний запропонували прийняти латинку як частину правопису. Після дводенної дискусії було проведено голосування, під час якого 20 голосів було за, а 25 — проти. Радянська преса подала ці результати викривлено, вказавши, що за латинку голосували 8 учасників, а «абсолютна більшість проголосувала „проти“»,. Серед тих, хто голосував за латинку були Ліщина-Мартиненко, Ярошенко, Чепіга, Йогансен, Ганцов, Висоцький, Наконечний, Сулима, Булаховський, Дем'янчук, Волошин, В. Сімович, П. Бузук, Є. Тимченко та Пилипенко.
Крім радикального переходу на латинку, існувала ідея впровадження кількох латинських літер — ѕ (замість дж), z (замість дз) та j (замість й, зокрема в є, ї, ю, я). Ці ідеї пропунували Микола Скрипник та Євген Тимченко,. Конференція вирішила, що оскільки це питання не дискутувалося перед самою конференцією, то ці літери (йшлося лише про ѕ та z) не можна вводити зараз, а поставити його для дальших дискусій. Проте після того, як ЦК КП(б)У на чолі з Л. Кагановичем засудив впровадження нових літер, конференція анулювала своє рішення.

#### Еміграція
За емігрантських умов у відсутності українських черенок виходили частково латинкою в повоєнний час, і періодика, і наукова література, як наприклад, ашаффенбурзька газета «Неділя», до якої дописував журналіст Анатоль Курдидик, та наукова праця «Синтаксис сучасної української літературної мови» (англ. «The Syntax of Modern Literary Ukrainian») Юрія Шевельова.
В 1946 в першому номері емігрантського журналу «Керма» (Зальцбург) опубліковано статтю Авеніра Коломийця «Проблема української латинки», в якій він обґрунтував необхідність переходу української мови на латинське письмо та запропонував власний проєкт латинки. Також в наступному номері було опубліковано відгуки читачів на цю статтю. Дискутанти вбачали двоякий сенс такого нововведення: політичний — у спроможності убезпечити українську культуру від російської експансії і поглинання, практичний — в усуненні проблеми зі шрифтами і збільшенні в такий спосіб випуску еміграційних книжок і періодики.

## Сучасність
Сьогодні для запису української мови офіційно використовують лише кириличне письмо. Існують офіційні стандарти латинізації, які використовують для передачі українських власних назв у міжнародних документах і мовах на основі латинського письма.

### Офіційні стандарти
Термінологічна комісія з природничих наук (ТКПН) Київського університету, базуючись на фонетико-графічних традиціях української та споріднених слов'янських мов, розробила взаємнооднозначну систему автоматичної транслітерації, яка включає наукове обґрунтування, принципи транслітерації, транслітераційні таблиці (з діакритичними знаками та без), а також комп'ютерну програму для автоматичної конверсії з кирилиці на латиницю та з латиниці на кирилицю. Члени цієї комісії (О. Білодід, М. Вакуленко й ін.) наполягають на тому, щоб українську латиницю було прийнято як національний стандарт і вона стала складовою частиною українського правопису як графічне представлення державної мови України в міжнародному спілкуванні.

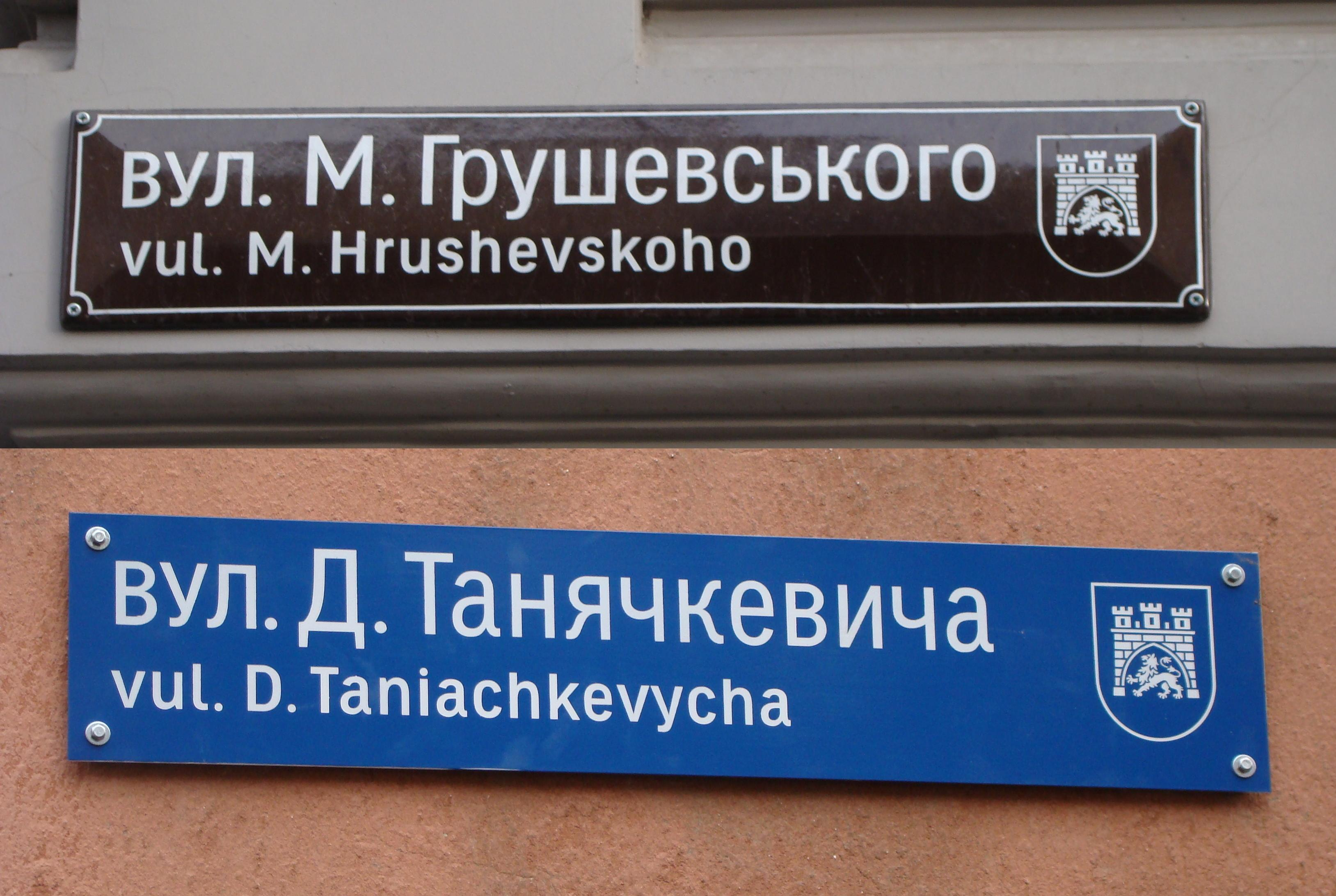
Сучасні таблички з назвами вулиць у Львові: поруч із кирилицею використано державний стандарт романізації.

Цю розробку позитивно відзначили українські та зарубіжні фахівці — зокрема, Комісія Верховної Ради України з питань культури і духовності, фахові конференції, спеціалісти Британського музею та Лондонського університету (1996), рецензенти міжнародного проєкту RSS OSI/HESP № 1034/1996 «Східнослов'янська латиниця», Держстандарт Росії (лист № 510–34/268 від 12.05.97). Ця система використовується як перший стандарт транслітерації домену .UA та стала стандартом на сайті translit.kh.ua [Архівовано 7 квітня 2010 у Wayback Machine.].[джерело?]
18 жовтня 1995 р. Держстандарт України затвердив принципи транслітерації, сформульовані та озвучені представниками ТКПН, а 16 листопада 2000 р. академічна Транслітераційна комісія, створена розпорядженням Президента НАН України Бориса Патона, рекомендувала покласти розробку ТКПН в основу національного стандарту української латинки та включити її до майбутнього видання українського правопису. Попри це, до правопису її досі не включено.
27 січня 2010 р. Кабінет Міністрів України видав постанову, в якій впорядкував правила транслітерації української абетки латиницею, затвердивши таблицю транслітерації. Ці правила застосовують зокрема, видаючи закордонні паспорти громадянам України.
Головною особливістю цього стандарту порівняно з історичними латинками є те, що в його основу покладено англійський правопис, а також повністю упущено пом'якшення м'яким знаком. Цей правопис зокрема використали поряд із кирилицею у Львові під час транслітерації назв вулиць, а також у Харкові для транслітерації назв станцій метро.
| Кирилиця | Латиниця  | Коментарі        |
| -------- | --------- | ---------------- |
| А а      | A a       |                  |
| Б б      | B b       |                  |
| В в      | V v       |                  |
| Г г      | H h       |                  |
| Ґ ґ      | G g       |                  |
| Д д      | D d       |                  |
| Е е      | E e       |                  |
| Є є      | Ye        | на початку слова |
| Є є      | ie        | в інших позиціях |
| Ж ж      | Zh zh     |                  |
| З з      | Z z       |                  |
| И и      | Y y       |                  |
| І і      | İ i       |                  |
| Ї ї      | Yi        | на початку слова |
| Ї ї      | i         | в інших позиціях |
| Й й      | Y         | на початку слова |
| Й й      | i         | в інших позиціях |
| К к      | K k       |                  |
| Л л      | L l       |                  |
| М м      | M m       |                  |
| Н н      | N n       |                  |
| О о      | О о       |                  |
| П п      | P p       |                  |
| Р р      | R r       |                  |
| С с      | S s       |                  |
| Т т      | T t       |                  |
| У у      | U u       |                  |
| Ф ф      | F f       |                  |
| Х х      | Kh kh     |                  |
| Ц ц      | Ts ts     |                  |
| Ч ч      | Ch ch     |                  |
| Ш ш      | Sh sh     |                  |
| Щ щ      | Shch shch |                  |
| ь        | —         | упущено          |
| Ю ю      | Yu        | на початку слова |
| Ю ю      | iu        | в інших позиціях |
| Я я      | Ya        | на початку слова |
| Я я      | ia        | в інших позиціях |

Примітка:
1. Буквосполучення зг відтворюється латиницею як zgh (наприклад, Згорани — Zghorany, Розгон — Rozghon) на відміну від zh — відповідника української літери ж.
2. М'який знак і апостроф латиницею не відтворюються.
3. Транслітерація прізвищ та імен осіб і географічних назв здійснюється шляхом відтворення кожної літери латиницею.

### Неофіційні варіанти

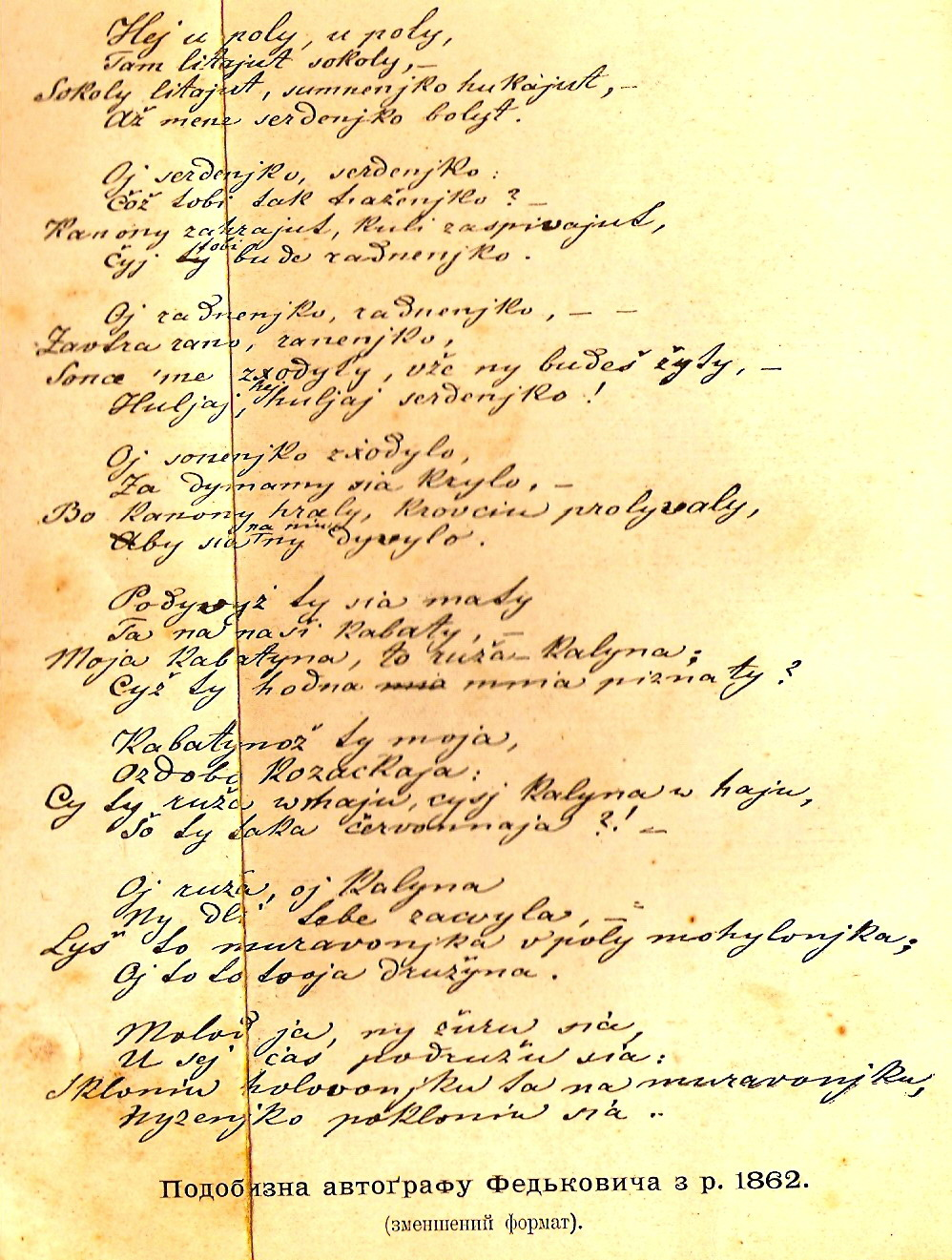
Рукопис вірша Юрія Федьковича «Думка під Маґентов» (1862), для написання якого він використав некодифікований варіант латинки, що поєднує риси гаєвиці та польського правопису.

Наприкінці XX ст. дискусії щодо потреби в існуванні повноцінної латинки для української мови відновилися. Головними питаннями у цій дискусії є форма такої абетки та її повноваження. Так, існують думки про впровадження латинки як другої абетки (така ситуація існує в сербській мові); інші вважають, що латинка лише має стати універсальним засобом латинізації української мови (тобто замінити сучасні стандарти латинізації й при потребі виконувати функції кирилиці).
Щодо форми, то в період після 1991 р. було впорядковано кілька нових варіантів української латинки. Вони набули відносно невеликого поширення, здебільшого в інтернеті та культурологічних часописах. Основні з них — проєкт Івана Лучука (на базі чеського правопису) та варіант на основі «гаєвиці».
- 2000 р. вийшов «Korotkyj Pravopys» Івана Лучука, в якому він детально описав український латинський правопис. В основу абетки було взято чеський правопис із використанням кількох словацьких (ľ, ŕ) та польських літер (ć, ń, ś, ź), а також заміною ch на x.[51] Пом'якшені приголосні, як і в Їречка, вживаються також і перед голосними (тобто ся стає śa). Цей правопис регулярно використовує часопис «Ї».

| Кирилиця     | Латиниця | Коментарі |
| ------------ | -------- | --- |
| А а          | A a      | |
| Б б          | B b      | |
| В в          | V v      | |
| Г г          | H h      | |
| Ґ ґ          | G g      | |
| Д д          | D d      | |
| Д д          | Ď ď      | замість дь, а також перед є, ю, я без апострофа, наприклад: дядько — ďaďko                                                                           |
| Е е          | E e      | |
| Є є          | Je je    | на початку слова, після апострофа |
| Є є          | e        | після пом'якшеного приголосного (див. відповідний приголосний)                                                                                       |
| Ж ж          | Ž ž      | |
| З з          | Z z      | |
| З з          | Ź ź      | замість зь, а також перед є, ю, я без апострофа, наприклад: зябра — źabra, колодязь — koloďaź                                                        |
| И и          | Y y      | |
| І і          | İ i      | |
| Ї ї          | Ji ji    | |
| Й й          | J j      | |
| К к          | K k      | |
| Л л          | L l      | |
| Л л          | Ľ ľ      | замість ль, а також перед є, ю, я без апострофа, наприклад: лялька — ľaľka                                                                           |
| М м          | M m      | |
| Н н          | N n      | |
| Н н          | Ń ń      | замість нь, а також перед є, ю, я без апострофа, наприклад: нянька — ńańka                                                                           |
| О о          | О о      | |
| П п          | P p      | |
| Р р          | R r      | |
| Р р          | Ŕ ŕ      | замість рь, а також перед є, ю, я без апострофа, наприклад: рябий — ŕabyj, матрьошка — matŕoška                                                      |
| С с          | S s      | |
| С с          | Ś ś      | замість сь, а також перед є, ю, я без апострофа, наприклад: сяйво — śajvo, рись — ryś                                                                |
| Т т          | T t      | |
| Т т          | Ť ť      | замість ть, а також перед є, ю, я без апострофа, наприклад: тямить — ťamyť                                                                           |
| У у          | U u      | |
| Ф ф          | F f      | |
| Х х          | X x      | |
| Ц ц          | C c      | |
| Ц ц          | Ć ć      | замість ць, а також перед є, ю, я без апострофа, наприклад: цяцька — ćaćka                                                                           |
| Ч ч          | Č č      | |
| Ш ш          | Š š      | |
| Щ щ          | Šč šč    | |
| ь            | —        | замість буквосполучення «приголосний + м'який знак» вживають пом'якшені приголосні (див. відповідний приголосний)                                    |
| Ю ю          | Ju ju    | на початку слова, після апострофа |
| Ю ю          | u        | після пом'якшеного приголосного (див. відповідний приголосний)                                                                                       |
| Я я          | Ja ja    | на початку слова, після апострофа |
| Я я          | a        | після пом'якшеного приголосного (див. відповідний приголосний)                                                                                       |
| ' (апостроф) | —        | йотований після апострофа має звичну форму з j, а попередній приголосний не змінюється (наприклад, б'є — bje, з'їсть — zjisť, п'ю — pju, м'яч — mjač |

- Існує також спрощений варіант латинки на основі гаєвиці,[52] майже ідентичний із науковим стандартом транслітерації українського письма[53] і який є відносно популярний в інтернет-спілкуванні.[54] Його особливістю є наявність лише трьох нестандартних літер — č, š і ž. Пом'якшення позначає j, а йотовані в усіх позиціях мають однаковий вигляд — je, ji, ju чи ja відповідно. Апостроф не вживається (м'ясо — mjaso). Кириличну х позначає латинська x.  Схожий[55] правопис (але з польським пом'якшенням приголосних перед голосними) використовував буковинський поет Юрій Федькович.[56]

| Кирилиця     | Латиниця | Коментарі |
| ------------ | -------- | --- |
| А а          | A a      | |
| Б б          | B b      | |
| В в          | V v      | |
| Г г          | H h      | |
| Ґ ґ          | G g      | |
| Д д          | D d      | |
| Е е          | E e      | |
| Є є          | Je je    | |
| Ж ж          | Ž ž      | У випадках необхідності уникати літер із діакритичними знаками — Zh zh. |
| З з          | Z z      | |
| И и          | Y y      | |
| І і          | İ i      | |
| Ї ї          | Ji ji    | |
| Й й          | J j      | |
| К к          | K k      | |
| Л л          | L l      | |
| М м          | M m      | |
| Н н          | N n      | |
| О о          | О о      | |
| П п          | P p      | |
| Р р          | R r      | |
| С с          | S s      | |
| Т т          | T t      | |
| У у          | U u      | |
| Ф ф          | F f      | |
| Х х          | X x      | |
| Ц ц          | C c      | |
| Ч ч          | Č č      | У випадках необхідності уникати літер із діакритичними знаками — Ch ch. |
| Ш ш          | Š š      | У випадках необхідності уникати літер із діакритичними знаками — Sh sh. |
| Щ щ          | Šč šč    | У випадках необхідності уникати літер із діакритичними знаками — Sch sch. |
| ь            | j        | |
| Ю ю          | Ju ju    | |
| Я я          | Ja ja    | |
| ' (апостроф) | ' або —  | Існують два підходи до передачі апострофа: використовувати його аналогічно до кирилиці чи повністю упускати (оскільки переважно апостроф вживають після приголосних, які в українській мові не пом'якшуються). Наприклад, м'яч — m'jač / mjač. |

Натомість у побутовому використанні люди зазвичай виробляють індивідуальні транслітераційні системи, керуючись власним знанням і відчуттям іноземних мов. Не зважаючи на те, що основні сучасні транслітераційні системи розроблені в основному орієнтуючись на англійську мову, германофон найімовірніше буде використовувати z для позначення українського ц, а s — для з. У середовищах зі слабким або відсутнім знанням мов з латинськими алфавітами, наприклад школярів, людей старшого віку, часто трапляється імітаційна транслітерація, коли кириличні букви передаються не співзвучними, а візуально схожими символами з числа доступних. Так, замість кириличних букв И, Р, У, Ш можуть бути використані відповідно латинські u, P, y, W, замість Б, Ч, З — цифри 6, 4 і 3, а буква Ж може навіть позначатись астериском *. Зазвичай такі заміни використовуються непослідовно і неоднорідно, породжуючи складні для сприйняття тексти: TEKCT MO*E Bu2/\RgATu HAnPyK/\Ag OTTAK. KIHEU, b A6ETKu: U, 4 W W, b IO R

## Галерея

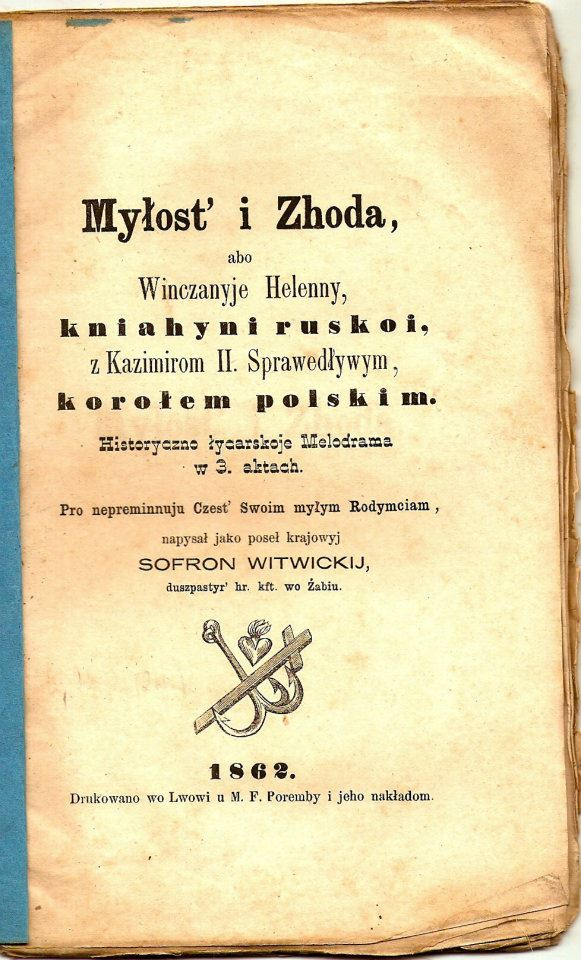
Myłost' i Zhoda (1862)
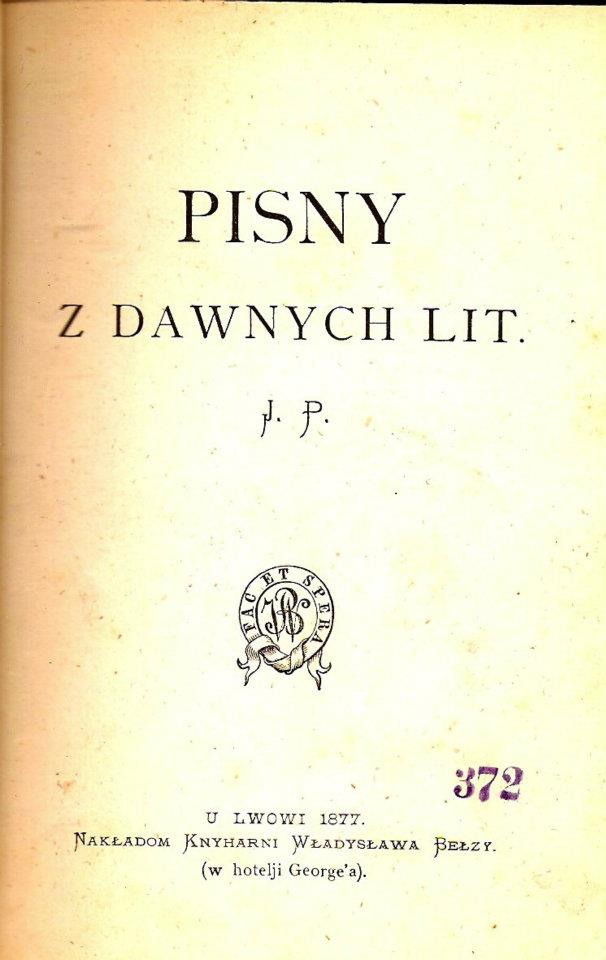
Pisny z dawnych lit (1877)
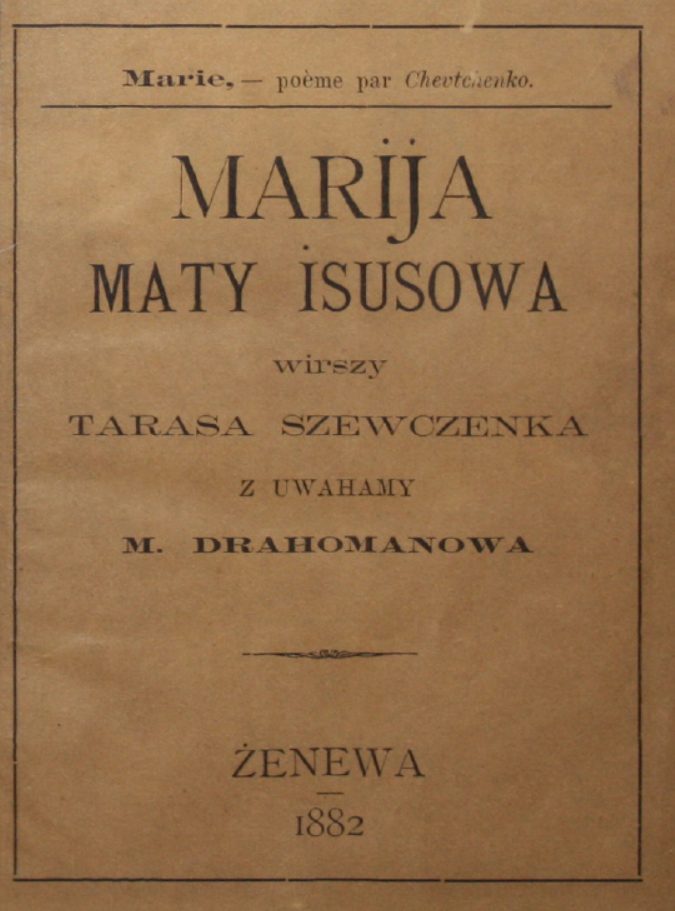
Marija, maty Isusowa. Wirszy Tarasa Szewczenka z uwahamy M. Drahomanowa (1882)
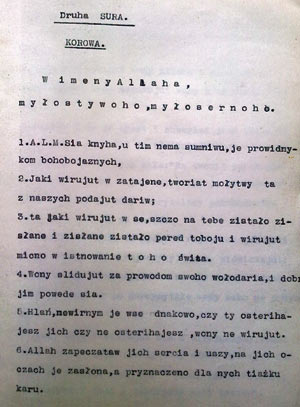
Сторінка машинопису з перекладом другої сури Корану (бл. 1913). Автор перекладу Олександр Абранчак-Лисинецький
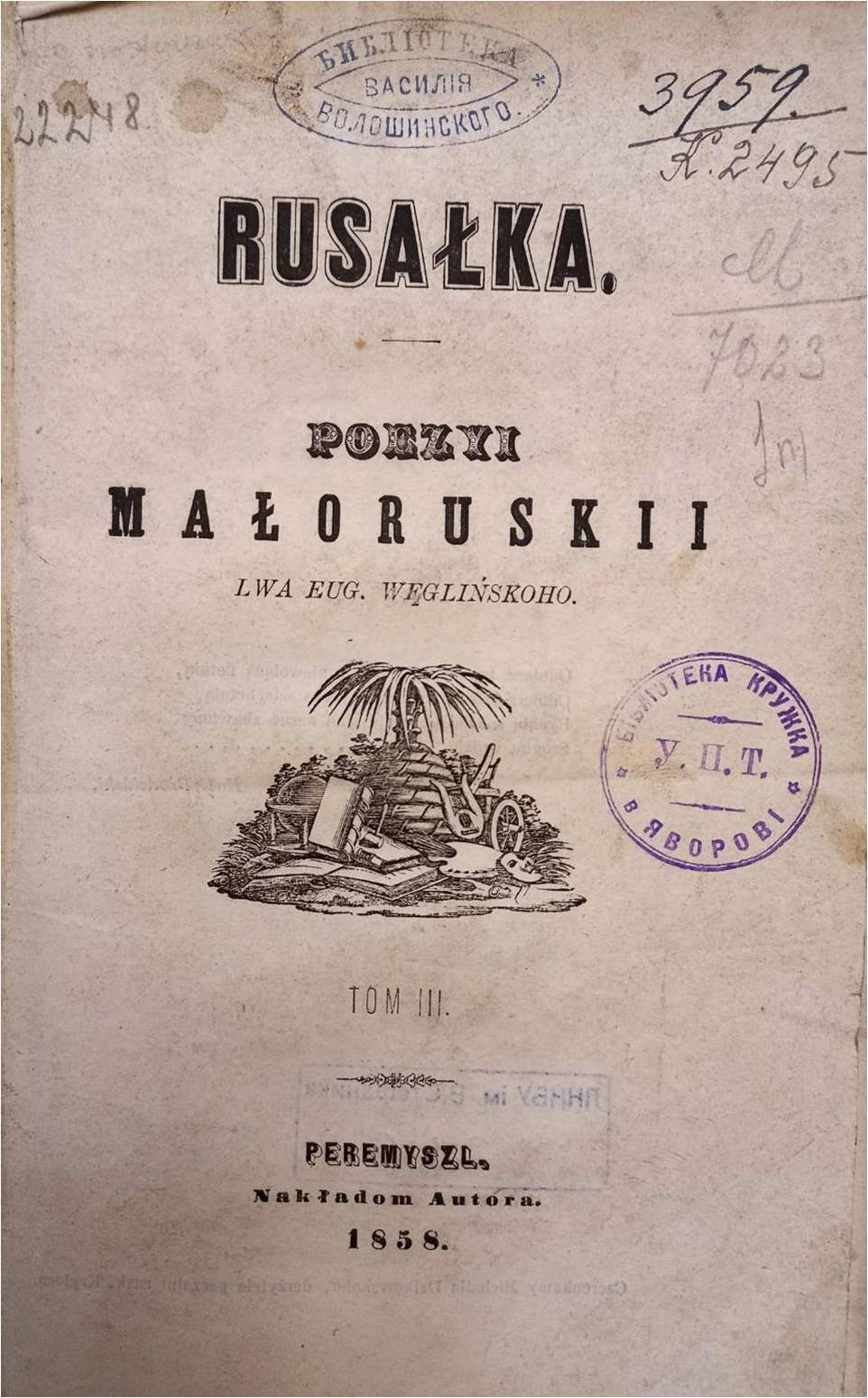
Rusałka. Poezyi małoruskii Лева Венглинського

## Приклади
Нижче подано перший куплет гімну України основними версіями української латинки.
| Кирилиця | Проєкт Лозинського | Проєкт Їречка | Проєкт на основі гаєвиці | Офіційна паспортна транслітерація |
| --- | --- | --- | --- | --- |
| Ще не вмерла України ні слава, ні воля. Ще нам, браття молодії, усміхнеться доля. Згинуть наші воріженьки, як роса на сонці, Запануєм і ми, браття, у своїй сторонці. Душу й тіло ми положим за нашу свободу І покажем, що ми, браття, козацького роду! | Szcze ne wmerła Ukrainy ni sława, ni wola. Szcze nam, brattia molodii, usmichneťsia dola. Zhynuť naszi woriżeńky, jak rosa na sonci, Zapanujem i my, brattia, u swoij storonci. Duszu j tiło my położym za naszu swobodu, I pokażem, szczo my, brattia, kozaćkoho rodu. | Šče ne vmerla Ukrajiny ni slava, ni voľa. Šče nam, bratťa molodiji, usmichnet sě doľa. Zhynut naši vorüžeńky, jak rosa na sonci, Zapanujem i my, bratťa, u svojij storonci. Dušu j tilo my položym za našu svobodu, I pokažem, ščo my, bratťa, kozaćkoho rodu. | Šče ne vmerla Ukrajiny ni slava, ni volja. Šče nam, brattja molodiji, usmixnetjsja dolja. Zhynutj naši voriženjky, jak rosa na sonci, Zapanujem i my, brattja, u svojij storonci. Dušu j tilo my položym za našu svobodu, I pokažem, ščo my, brattja, kozacjkoho rodu. | Shche ne vmerla Ukrainy ni slava, ni volia. Shche nam, brattia molodii, usmikhnetsia dolia. Zghynut nashi vorizhenky, yak rosa na sontsi, Zapanuiem i my, brattia, u svoii storontsi. Dushu y tilo my polozhym za nashu svobodu I pokazhem, shcho my, brattia, kozatskoho rodu. |